# 湾岸幕張パーキングエリア
湾岸幕張パーキングエリア（わんがんまくはりパーキングエリア）は、千葉県千葉市美浜区の東関東自動車道上にあるパーキングエリアである。上下線とも習志野本線料金所の宮野木寄りに隣接して設置されている。

## 施設

### 上り線（市川方面）
- 管理：ネクスコ東日本エリアトラクト[2]
- 運営：ネクスコ東日本リテイル、スターバックスコーヒージャパン[3]
- 駐車場[3]
  - 大型：52台
  - 小型：77台
  - 身障者用
    - 小型：2台
- トイレ[3]
  - 男性：大15（和式0・洋式15）・小18
    - オストメイト対応設備が設置されている[4]。

  - 女性：28（和式1・洋式27）
    - オストメイト対応設備が設置されている[4]。
    - 同伴の男児用：2

  - 身障者用：1
    - オストメイト対応設備が設置されている[4]。
- カフェ[3]
  - フードコート（6:00 - 21:00）
  - スターバックス（7:00 - 22:00）
- ショッピングコーナー（6:00 - 21:00）[3]
- 給電スタンド（24時間）：1基[3]
- 生活・暮らし[3]
  - 自動販売機（24時間）
  - E-NEXCO Wi-Fi SPOT
- 喫煙所[3]
- 自動体外式除細動器（AED）[3]
- 高速道路サービス[3]
  - ハイウェイ情報ターミナル
  - ETC履歴プリンタ（6:00 - 21:00）
  - ハイウェイスタンプ（24時間）

### 下り線（潮来方面）
- 管理：ネクスコ東日本エリアトラクト[2]
- 運営：キャニー、スターバックスコーヒージャパン[5]
- 駐車場[5]
  - 大型：52台
  - 小型：85台
  - 身障者用
    - 小型：2台
- トイレ[5]
  - 男性：大15（和式0・洋式15）・小18
    - オストメイト対応設備が設置されている[4]。

  - 女性：28（和式1・洋式27）
    - オストメイト対応設備が設置されている[4]。
    - 同伴の男児用：2

  - 身障者用：1
    - オストメイト対応設備が設置されている[4]。
- カフェ[5]
  - フードコート（7:00 - 22:00）
  - テイクアウトコーナー（10:00 - 19:00）
  - スターバックス（7:00 - 22:00）
- ショッピングコーナー（7:00 - 22:00）[5]
- 給電スタンド（24時間）：1基[5]
- 生活・暮らし[5]
  - 自動販売機（24時間）
  - 宝くじ（9:00 - 18:00）
  - E-NEXCO Wi-Fi SPOT
- 喫煙所[5]
- 自動体外式除細動器（AED）[5]
- 高速道路サービス[5]
  - ハイウェイ情報ターミナル
  - ETC履歴プリンタ（7:00 - 22:00）
  - ハイウェイスタンプ（24時間）

## 隣
E51 東関東自動車道
(3) 湾岸習志野IC - 習志野TB - 湾岸幕張PA - (4) 湾岸千葉IC